# 洗礼者ヨハネの首を受け取るサロメ
『洗礼者ヨハネの首を受け取るサロメ』（せんれいしゃヨハネのくびをうけとるサロメ、英: Salome with the Head of John the Baptist）、または『洗礼者ヨハネの首を持つサロメ』（せんれいしゃヨハネのくびをもつサロメ、伊: Salomè con la testa del Battista、英: Salome with the Head of John the Baptist）は、17世紀イタリア・バロック期の巨匠ミケランジェロ・メリージ・ダ・カラヴァッジョがキャンバス上に油彩で制作した絵画である。制作年については諸説があり、1606-1607年、または1609-1610年ごろと考えられる。作品は1970年に購入されて以来、ロンドン・ナショナル・ギャラリーに所蔵されている。

## 制作年
カラヴァッジョと同時代のイタリアの美術理論家ジョヴァンニ・ピエトロ・ベッローリによれば、マルタ逃亡後のカラヴァッジョは、「マルタ騎士団長の怒りを和らげようとして、盆の上にヨハネの首を持つヘロデア (サロメ) の半身像を彼に贈った」という。サロメを描いた作品『洗礼者ヨハネの首を持つサロメ』はマドリードの王室コレクション美術館にもあり、ベッローリが伝えるのがロンドンの本作なのか、マドリードの作品なのか断定できないものの、多くの研究者はマドリードの作品がベッローリの記述にあたると考えている。しかし、マドリードの王室コレクション美術館とナショナル・ギャラリーでは、マドリードの作品は様式的特徴を根拠として、ローマで殺人を犯したカラヴァッジョがナポリに最初に滞在した1606-1607年に制作したとしている。一方、ナショナル・ギャラリーの作品はやはり様式的特徴により、所蔵先の同美術館で1609-1610年に制作されたと見なされている。

## 主題

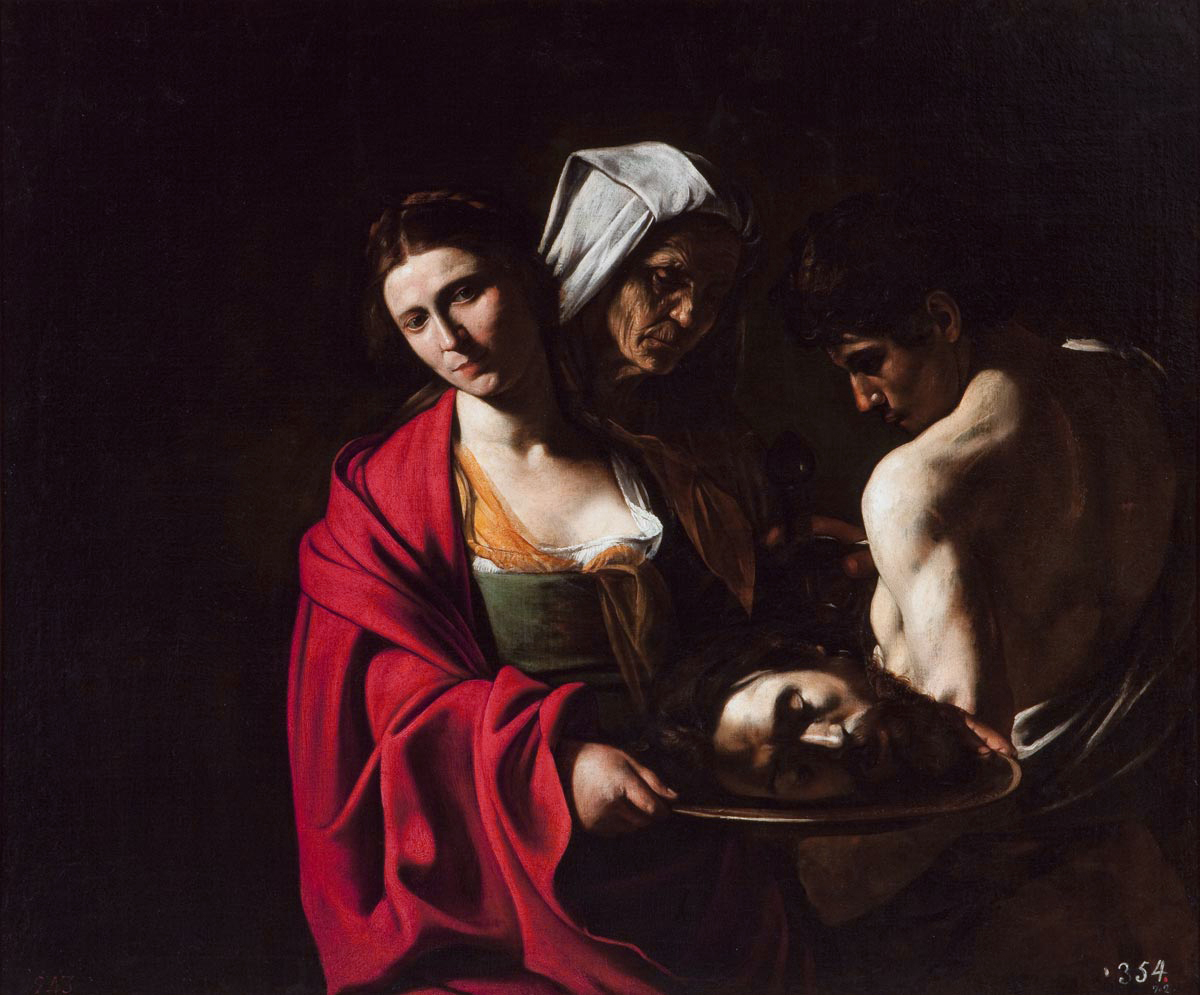
カラヴァッジョ『洗礼者ヨハネの首を持つサロメ』、 王室コレクション美術館、マドリード

洗礼者ヨハネの首を持つサロメの首を載せた盆を持つ妖艶なサロメという主題は、北イタリアで好まれたものである。『新約聖書』の「マタイによる福音書」 (14章1-12)、「マルコによる福音書」 (6章14-29)、「ルカによる福音書」 (3章19-20、9章7-9) によれば、洗礼者聖ヨハネは、権勢を誇ったヘロデ王が弟の妻ヘロディアと罪深き結婚したことを批判したために投獄された。ヘロデ王はヨハネを聖人と考えていたため殺すことまではしなかったが、妻のヘロディアはヨハネを憎んでいたため復讐しようと考えていた。
ヘロデ王の誕生日のことであった。ヘロディアの娘であり、ヘロデ王の継娘 (後にサロメと同一視された) が魅惑的に踊って、大喝采を浴びる。ヘロデ王が人々の前でサロメに褒美として望むものを何でも与えるというと、母のヘロディアはサロメにヨハネの首を望むようにそそのかす。ヘロデ王は困惑したが、約束をしたために断れず、ヨハネは首ははねられることとなった。

## 作品

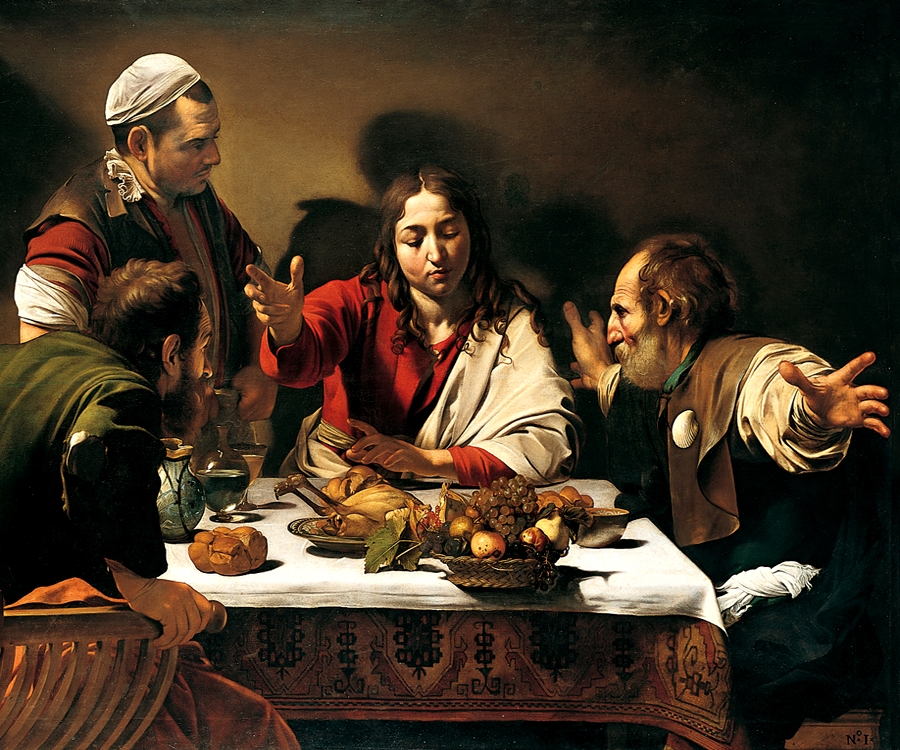
カラヴァッジョ『エマオの晩餐』(1601-1602年)、ナショナル・ギャラリー (ロンドン)

本作は、カラヴァッジョの晩年の作品に典型的な手法の節約によって描かれている。物語は本質的なものに限定され、出来事の悲劇に焦点が当てられているのである。画家は、やはりナショナル・ギャラリー (ロンドン) 所蔵の『エマオの晩餐』などローマ時代の作品に見られる幅広い色彩の使用と細部描写から離れ、より抑制された色彩、キアロスクーロの強調、劇的なジェスチャーを通して場面の強い情感を伝えている。
粗暴な処刑人は、ヨハネの首をサロメの持つ皿の上に置いている。サロメの真剣な表情と背けられた顔は謎を秘めている。彼女は自身が招いた結果に愕然とし、嫌悪または恥の感情で顔を背けているのであろうか。彼女の横にいる年老いた召使は、若く、美しいサロメとは対照的で、その顔には年齢による皺が寄り、悲しみで手が握りしめられている。
半身像の形式により、人物がクローズアップで表され、場面の劇的な衝撃性が高められている。構図はシンプルで直截的なものであるが、登場人物の間の洗練された物理的、心理的な相互作用が隠されている。サロメと処刑人はポーズにより微妙に結びつけられている。すなわち、2人の頭部は同じ角度で呼応し、強く射す光が彼らの顔を横切っている。しかし、彼らの役割は非常に異なっている。ヨハネの首をサロメに差し出す処刑人の顔は感情を表さない。彼は処刑のために剣を用いたかもしれないが、洗礼者ヨハネが死んだ罪はサロメに帰すのである。